# Подвійні числа
Подвійні числа (спліт-комплексні числа, дійсні тессаріни, комплексні числа гіперболічного типу) — це гіперкомплексні числа виду {\displaystyle \ a+bj,} де {\displaystyle \ a,b} — дійсні числа; {\displaystyle \ j}  — уявна одиниця, така що{\displaystyle \ j^{2}=+1.}
Подвійні числа — одна з двовимірних гіперкомплексних систем поряд із комплексними й дуальними числами.

## Діагональний базис
Унаслідок наявності уявної одиниці {\displaystyle \ j^{2}=+1} існують два ортогональні ідемпотентні елементи:
{\displaystyle e={1-j \over 2},\quad {\bar {e}}={1+j \over 2}\qquad \Rightarrow \qquad {\begin{cases}ee=e\\{\bar {e}}{\bar {e}}={\bar {e}}\\e{\bar {e}}=0\end{cases}},}
які можна використати як альтернативний базис. Подвійні числа переводяться в діагональний базис так:
{\displaystyle \ x+yj=(x-y)e+(x+y){\bar {e}}=ae+b{\bar {e}}}
Позначатимемо число в діагональному базисі як (a,b), тоді справедливі такі формули:
- {\displaystyle {\overline {(a,b)}}=(b,a),}
- {\displaystyle \ (a_{1},b_{1})(a_{2},b_{2})=(a_{1}a_{2},b_{1}b_{2}),}
- {\displaystyle \lVert (a,b)\rVert =ab.}

Очевидно, що подвійні числа ізоморфні прямій сумі двох полів дійсних чисел {\displaystyle \mathbb {R} \oplus \mathbb {R} } (додавання, множення й ділення обчислюються покомпонентно).